# إدوين إل. كروفورد
إدوين إل. كروفورد (بالإنجليزية: Edwin L. Crawford)‏ هو سياسي أمريكي، ولد في 10 أبريل 1925، وتوفي في 27 سبتمبر 1993 بسبب سرطان البروستاتا. حزبياً، نشط في الحزب الجمهوري.